# SIDERPERU
Empresa Siderúrgica del Perú S.A.A. que opera bajo la marca SIDERPERU, es la primera empresa siderúrgica del Perú. Con más de 66 años de existencia, es la primera empresa peruana dedicada a la fabricación y comercialización de productos de acero. Desde el 2006, forman parte de Gerdau, una de las principales proveedoras de aceros largos especiales del mundo y la mayor recicladora de América Latina. Es una empresa componente del índice S&P/BVL Perú General.
Cuenta con un complejo industrial ubicado en Chimbote (Áncash), que posee un terreno de 600 hectáreas y una capacidad de producción superior a las 750 mil toneladas de acero líquido anuales, destinados al mercado local y extranjero.

## Historia
El 9 de mayo de 1956 se crea la Sociedad de Gestión de la Planta Siderúrgica de Chimbote y de la Hidroeléctrica del Cañón del Pato (SOGESA).
El 28 de junio del 2006 Gerdau adquiere el 52% de las acciones de SIDERPERU, convirtiéndose en su principal accionista. A partir de entonces inicia una transformación: se inaugura el Horno Eléctrico, con un Captador de Emisiones y una Planta de Tratamiento de Agua usada en el proceso Industrial.
En 2023, participo en el suministro de materiales para la ampliación del Aeropuerto Internacional Jorge Chávez.
En 2024, inauguro un Centro para reciclaje de chatarra en Arequipa.

## Productos
El acero que producen se encuentra en todo el Perú, pues abastecen a los sectores de construcción civil, industria y minería; los productos trascienden las fronteras peruanas llegando hasta Bolivia.
Los principales clientes son empresas comercializadoras, retailers, la industria metalmecánica, constructoras, mineras y usuarios finales.
Principales productos
- Construcción: Barras de construcción, alambrón de construcción, rollo corrugado para construcción, fierro habilitado, clavos, alambre recocido, varillas grafiladas, alcantarillas y guardavías, mallas y derivados.

- Industria: Tubos electrosoldados laminados en caliente / laminados en frío / galvanizados, perfiles redondos y cuadrados, ángulos, alambres trefilados, mallas y derivados.

- Minería: Barras y Bolas para la molienda de minerales.